# Johannes Sixtus Gerhardus Koning

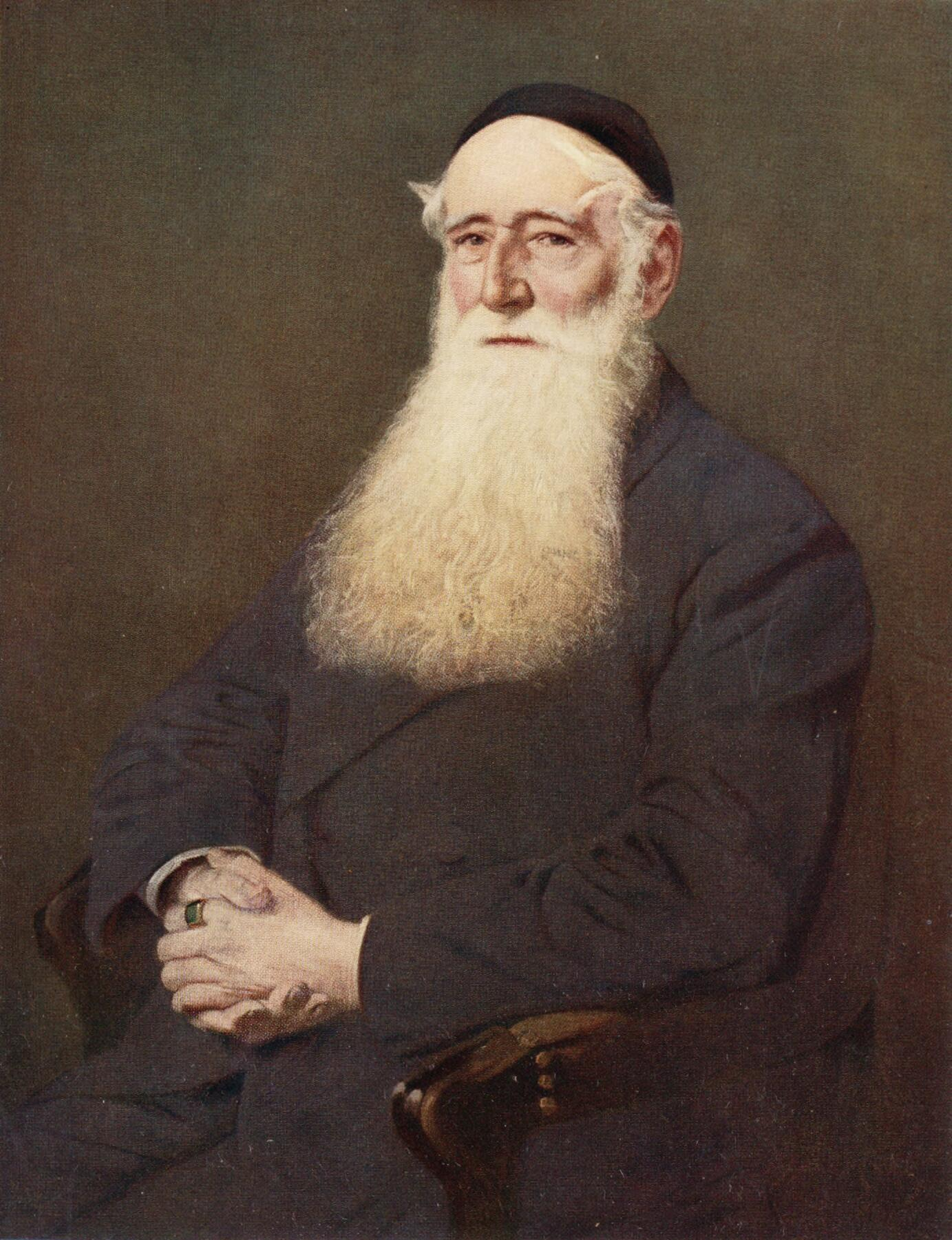
Mr. J.S.G. Koning geschilderd door H.J. Haverman (1886)

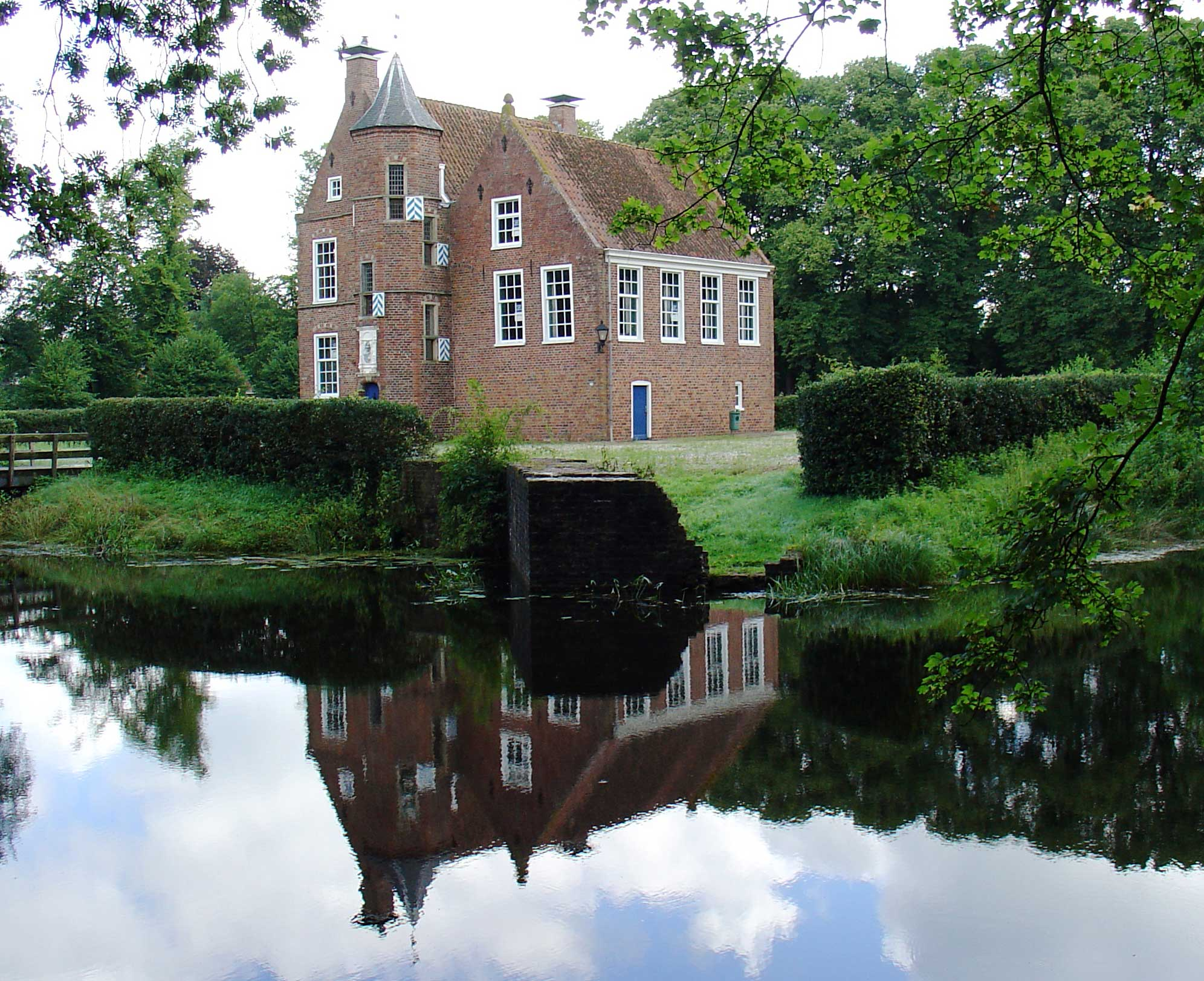
De Wedderborg het woonverblijf waar Koning resideerde

Johannes Sixtus Gerhardus Koning (Wedde, 24 juli 1809 - Amsterdam, 8 maart 1888) was een Nederlandse burgemeester en notaris.

## Leven en werk
Mr. Koning was een zoon van de notaris mr. Arnold Hendrik Koning en Eduarda Thalia Eckringa. Hij studeerde rechten aan de universiteit van Groningen. In 1831 nam Koning deel aan de Tiendaagse Veldtocht als lid van de Groningse studentencompagnie onder leiding van Abraham Rutgers van der Loeff. Tijdens de veldtocht ging zijn proefschrift verloren en moest hij een nieuwe dissertatie schrijven. Hij promoveerde alsnog in 1832. Hij vestigde zich als procureur in zijn geboorteplaats Wedde, werkte in Winschoten en als plaatsvervangend vrederechter in Nieuwe Pekela. In 1837 werd hij benoemd tot opvolger van de overleden burgemeester van Vlagtwedde Jan Berends Hommes. In 1844 werd hij opgevolgd als burgemeester aldaar door zijn zwager mr. Frederik Roessingh. In datzelfde jaar publiceerde hij, samen met Hendrik Octavius Feith, een studie over "het Selwerder landregt van Karel' van Gelre". Van 1844 tot 1847 was hij procureur bij de rechtbank van Winschoten. Van 1847 tot 1887 was hij notaris met als standplaats Oude Pekela, maar residerende te Wedde, als opvolger van zijn vader, die in 1850 overleed. Koning trouwde op 28 mei 1838 te Vlagtwedde met Anna Henriette Gezina Roessingh, dochter van de textielfabrikant en burgemeester van Neuenhaus Petrus Henricus Roessingh en Engelina Schneido. Hij hertrouwde op 29 oktober 1851 te Groningen met de in Beerta geboren Johanna Antonetta Lubina van Bergen, dochter van de arts Roelf van Bergen en Heiltje Sijfkes Bleker. Hij overleed in maart 1888 op 78-jarige leeftijd in Amsterdam.

## Wedderborg
Koning woonde op de Wedderborg, een borg te Wedde die door zijn vader in 1829 van de stad Groningen was gekocht.
- Biografisch Portaal: 22633706
- Digitale Bibliotheek voor de Nederlandse Letteren: koni031
- Gemeinsame Normdatei: 1167934849
- International Standard Name Identifier: 0000 0003 9748 3688
- Nederlandse Thesaurus van Auteursnamen: 070100551
- Virtual International Authority File: 306162218
- WorldCat: E39PBJB486DKcJVMRgCgg3FkDq